# Salif Gueye
Salif Gueye connu sous le pseudonyme Salif Crookboyz, né le 4 septembre 1996 à Paris, est un danseur, chorégraphe et mannequin français.
En 2018, il atteint la notoriété après la publication d'une vidéo virale et repartagée par des célébrités sur Instagram.

## Biographie

### Enfance et éducation
Salif Gueye naît le 4 septembre 1996 à Paris et grandit à Epinay-sur-Seine avant de s'installer à Suresnes. Sa famille est d'origine sénégalaise.
Après avoir obtenu son baccalauréat, il s’inscrit à la fac de droit de Nanterre avant d'abandonner ses études de droit pour se consacrer à sa passion, la danse, commencée dès l'âge de trois ans,.

### Carrière
En octobre 2018, une vidéo de lui exécutant un moonwalk sur une musique de Michael Jackson, devient virale sur internet,. Cette vidéo est tournée place Beaubourg. La vidéo est relayée par des célébrités comme Dwayne Johnson, LeBron James,,,.
En novembre 2018, il participe au The Ellen DeGeneres Show de Ellen DeGeneres,.
Salif Gueye est l'égérie de Lacoste,.

## Citation
- « La rue, c’est la meilleure école pour un danseur, c’est un challenge de tous les jours pour attirer le maximum de personne et transmettre une émotion »[7]

## Filmographie

### Clips (en tant que danseur)
- 2019 : Bon de Black M[14]
- 2019 : Stay (Don't Go Away) de David Guetta[15]
- 2022 : EL MUNDO d’Ibrahim Maalouf

## Émission de télévision
- 2018
  - The Ellen DeGeneres Show
  - Danse avec les stars (en tant que danseur invité)[16]
  - 20 h 30 le dimanche[17]

## Distinctions
| Année | Récompenses                               | Catégories         | Nomination | Résultat   | Ref(s) |
| ----- | ----------------------------------------- | ------------------ | ---------- | ---------- | ------ |
| 2020  | Annual Shorty Awards (12eme édition) (en) | Danse              | Lui-même   | Nomination | [ 18 ] |
| 2022  | ForYouAwards                              | Danse              | Lui-même   | Nomination |        |
| 2022  | Vanity Fair 30 under 30                   | 30 nouvelles têtes | Lui-même   | Lauréat    | [ 19 ] |